# Love's Greatest Mistake

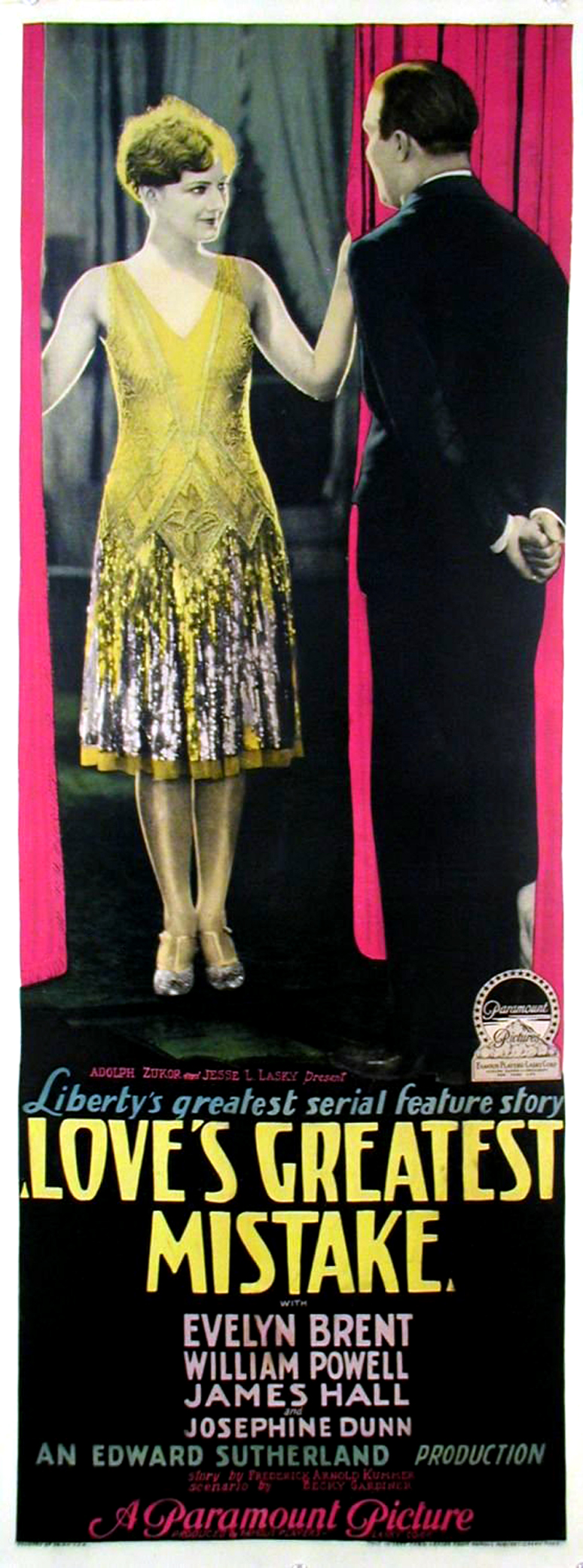
Affiche du film

Love's Greatest Mistake est un film américain réalisé par A. Edward Sutherland et sorti en 1927. Il est considéré comme perdu.

## Fiche technique
- Réalisation : A. Edward Sutherland
- Scénario : Becky Gardiner
- Production : Famous Players-Lasky Corporation
- Distributeur : Paramount Pictures Corporation[2]
- Durée : 6 bobines
- Date de sortie : 20 février 1927

## Distribution

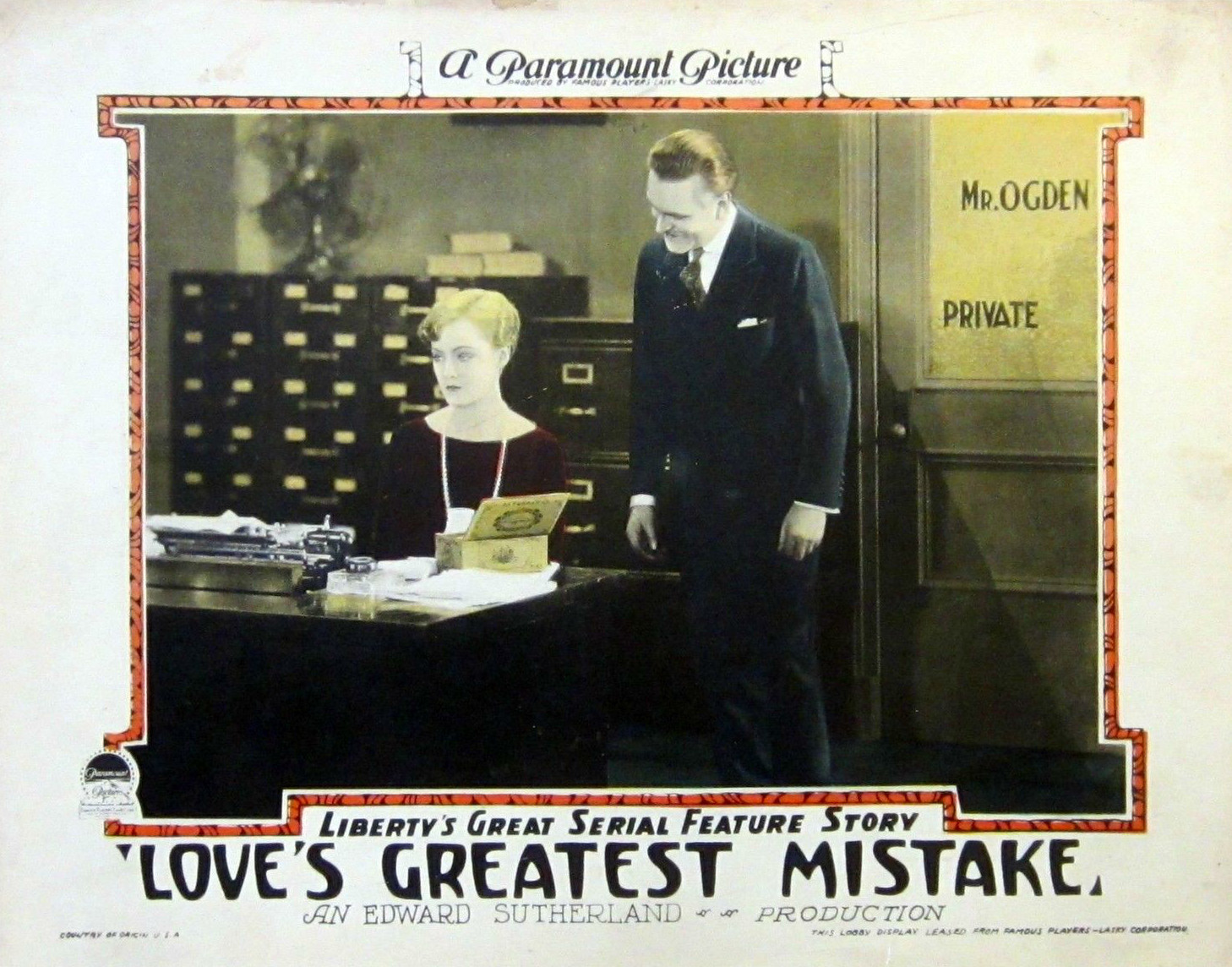
Carte promotionnelle du film

- Evelyn Brent : Jane
- William Powell : Don Kendall
- James Hall : Harvey Gibbs
- Josephine Dunn : Honey McNeil
- Frank Morgan : William Ogden
- Iris Gray : Sara Foote
- Betty Byrne : Lovey Gibbs

## Critiques
Le film a reçu des critiques positives du magazine Screenland, mais aussi des critiques négatives de la part de Time Magazine